# Boglya (mértékegység)

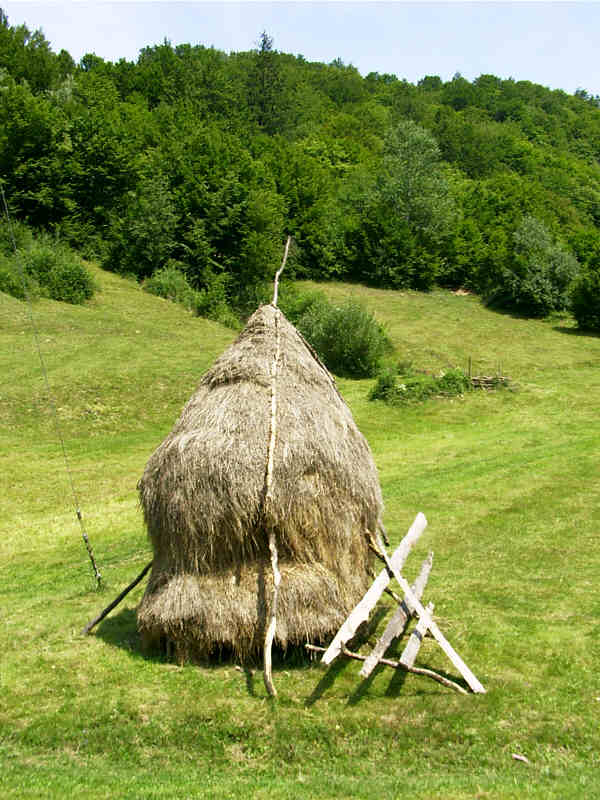
Szénaboglya (Erdély)

A boglya (vagy baglya) szálas takarmányfélékből, szénából vagy aprított fából rakott, kupola alakú, nagyobb rakás.
Térfogatmértékként és tömegmértékként szálas takarmányok – széna vagy gabona – mennyiségének megbecslésére használták. Latinul acervus, cumulus; németül Schober.

## Története
1478-ból eredeztethető, magyar mérték. Általánosan használt mértékegység volt.
Kör alapú, kúp alakú szénarakás.

## Alegységei
- mezei boglya (10 petrence, 60–100 kg)[2]
- téli boglya[3]
- császári boglya (44 bécsi mázsa = 24,64 q, ami 431,2 m² széna)[4]